# Islandia en los Juegos Paralímpicos de Río de Janeiro 2016
Islandia estuvo representada en los Juegos Paralímpicos de Río de Janeiro 2016 por cinco deportistas, tres hombres y dos mujeres. El equipo paralímpico islandés no obtuvo ninguna medalla en estos Juegos.